# Канцонета
Канцоне́та (італ. canzonetta, зменш. від canzona — пісня), в європейській музиці XVI–XVII століть коротка вокальна п'єса на 3–6 голосів (частіше всього на 4 голоси) лірико-танцювального характеру в гоморитмічній фактурі, рідко з елементами імітаційної поліфонії.
Найбільший внесок зробили італійські композитори кінця XVI–XVII початку століть: О. Веккі (автор 6 збірок канцонет, перша була опублікована 1580 року), Дж. Кроче, Л. Маренціо А. Банк'єрі, Ф. Анер К. Монтеверді та інші. Італійська канцонета (поряд з італійським фобурдоном і багатоголосні пісенними формами — Віланела і фротолою) активно сприяла формуванню нового гомофонного складу і гармонічної тональності. Наслідування відомі також в англійській (Т. Морлі), німецькій (Г. Л. Гасслер), іспанській, нідерландській музиці бароко.
У XVIII столітті словом канцонета називали ліричну сольну пісню, як, наприклад, у збірнику Й. Гайдна «6 легких канцонет» (1796). Зрідка словом канцонета називали також інструментальні твори (органні п'єси Д. Букстехуде, повільна частина скрипкового концерту П. І. Чайковського. та ін) .